# Чемпіонат України з регбі 2013
Чемпіонат України 2014 року з регбі-15.

## Суперліга
На першому етапі з 20 квітня по 26 червня 8 команд розділено на 2 групи й у проведених двоколових турнірах визначено учасників стикових ігор фінального етапу.

### Група «Захід»
| М | Команда                              | 1         | 2          | 3          | 4          | В | Н | П | Р:О     | Б  | О  |
| - | ------------------------------------ | --------- | ---------- | ---------- | ---------- | - | - | - | ------- | -- | -- |
| 1 | «Кредо-63» (Одеса)                   |           | 47:3 52:6  | 55:6 74:0  | 90:7 64:5  | 6 | 0 | 0 | 382:18  | +6 | 30 |
| 2 | «Сокіл» (Львів)                      | 3:47 6:52 |            | 12:23 69:9 | 81:16 69:9 | 3 | 0 | 3 | 240:156 | +3 | 15 |
| 3 | «Оболонь-Університет» (Хмельницький) | 6:55 0:74 | 23:12 9:69 |            | 62:5 56:8  | 3 | 0 | 3 | 156:223 | +2 | 14 |
| 4 | «Політехнік» (Одеса)                 | 7:90 5:64 | 16:81 9:69 | 5:62 8:56  |            | 0 | 0 | 6 | 38:422  | -  | 0  |

### Група «Схід»
| М | Команда                    | 1           | 2           | 3           | 4           | В | Н | П | Р:О    | Б  | О  |
| - | -------------------------- | ----------- | ----------- | ----------- | ----------- | - | - | - | ------ | -- | -- |
| 1 | «Олімп» (Харків)           |             | 107:0 131:3 | 108:0 96:0  | 179:15 90:0 | 6 | 0 | 0 | 701:18 | +6 | 30 |
| 2 | «Тех-А-С» (Харків)         | 0:107 4:131 |             | 20:0 17:8   | 10:3 15:5   | 4 | 0 | 2 | 66:254 | +1 | 17 |
| 3 | «Море» (Феодосія)          | 0:108 0:86  | 0:20 8:17   |             | 26:18 24:12 | 2 | 0 | 4 | 58:261 | +1 | 9  |
| 4 | «Дніпро» (Дніпропетровськ) | 15:179 0:90 | 3:10 5:15   | 15:26 12:24 |             | 0 | 0 | 6 | 53:344 | +1 | 1  |

### За 7-8 місце
15 вересня і 6 жовтня 
за 7-е місце: «Політехнік» (Одеса) — «Дніпро» (Дніпропетровськ) 22:0, 22:19

### За 3-6 місце
6 і 13 жовтня
півфінал: «Оболонь-Університет» (Хмельницький) — «Тех-А-С» (Харків) 37:6, 12:7
13 жовтня
півфінал: «Сокіл» (Львів) — «Море» (Феодосія) 71:0
1 і 3 листопада
за 5-е місце: «Море» (Феодосія) — «Тех-А-С» (Харків) 8:7, 15:14
21 жовтня і 3 листопада
за 3-є місце: «Оболонь-Університет» (Хмельницький) — «Сокіл» (Львів) 40:31, 11:7 

### Фінал
29 вересня і 12 жовтня
за 1-е місце: «Кредо-63» (Одеса) — «Олімп» (Харків) 18:18, 8:26

### Найрезультативніші гравці
1. Олег Косарев («Олімп») – 206 очок (12 спроб, 10 штрафних, 58 реалізацій);
2. Олексій Лещенко («Оболонь-Університет») – 104 очка (4 спроби, 18 штрафних, 15 реалізацій);
3-4. Максим Чураєв («Олімп») – 60 очок (12 спроб);
3-4. Артем Кулик («Кредо-1963») – 60 очок (3 спроби, 3 штрафні, 18 реалізацій);
5. Олександр Любий («Олімп») – 58 очок (6 спроб, 14 реалізацій);
6. Андрій Царевський («Олімп») – 55 очок (11 спроб);
7. Віталій Крамаренко («Кредо-1963») – 50 очок (10 спроб);
8. Віктор Кириченко («Сокіл») – 48 очок (2 штрафні, 21 реалізація);
9-10. Остап Козак («Сокіл») – 47 очок (4 спроби, 3 штрафні, 9 реалізацій);
9-10. Микола Делієргієв («Кредо-1963») – 47 очок (2 спроби, штрафний, 17 реалізацій).